# Брано Мићуновић
Бранислав Брано Мићуновић (Никшић, 1953 —  Будва, 19. април 2024) био је контроверзни црногорски предузетник. Мићуновић је био власник више коцкарских и грађевинских предузећа у Црној Гори, више пута оптуживан за разне криминалне радње, од којих је увек био судски ослобођен.

## Биографија
Мићуновић је рођен 1953. године у Никшићу. У млађим данима је тренирао бокс, а војску је служио у 63. падобранској бригади ЈНА. Први пут је његово име доспело у јавност 1983. године, где је Мићуновић био један од осумњичених за убиство Стјепана Ђурековића, југословенског руководиоца у загребачкој Ини, али никад није доказана његова умешаност.
Током деведесетих година 20. века, био је, поред тадашњег председника владе Мила Ђукановића, један од петнаесторо оптужених за шверц цигаретама пред судом у Барију, али је тај поступак окончан због застарелости. Следећи конфликт са законом је имао у 2000. години, када је ухапшен за убиство Никшићанина Радована Ковачевића испред Клиничког центра у Подгорици, али је 2007. године ослобођен кривице због недостатка доказа.
За време истраге против нарко-боса Дарка Шарића 2011. године, српско Тужилаштво за организовани криминал је означило Мићуновића као блиског Шарићевог сарадника, организатора шверца дроге и цигарета у међународним размерама.
Медији су пренели да је Мићуновићева супруга Светлана 2013. године тужила Прву банку, тада у власништву браће Аца и Мила Ђукановића, у вези са кредитом од 1,4 милиона евра за куповину, али су надлежни судови то демантовали.
Мићуновић је са два пријатеља, Савом Вујовићем и Срђаном Мићуновићем,  6. јануара 2021. године ухапшен у Будви због недозвољеног поседовања ватреног оружја.
Године 2023., Сједињене Америчке Државе су га, заједно са Миодрагом Давидовићем Даком, санкционисале и блокирале његову имовину у Америци, са образложењем да је Мићуновић деценијама водећа фигура у организованом криминалу у Црној Гори, још од времена СФР Југославије. Саопштење поводом санкција даље наводи да је Мићуновић био најпознатији по шверцу цигарета, учешћу у корупцији са државним функционерима ради отуђивање јавне имовине у личну корист и подмићивању.
Умро је 19. априла 2024. године у Будви од последица можданог удара. Сахрањен је два дана касније у Моштаници код Никшића, уз присуство Мила Ђукановића и других функционера ДПС-а. Опроштајни говор у име братства Мићуновића је дао некадашњи црногорски министар културе Бранислав Мићуновић.

## Приватни живот
Мићуновић је био ожењен Светланом са којом је имао ћерку Андреу и сина Ђорђа, који се оженио Зораном 2017. године, и има једно дете. И супруга и деца су укључени у разне породичне послове у разним улогама.